# Không lực Lục quân Đế quốc Nhật Bản
Bộ đội Hàng không Lục quân Đế quốc Nhật Bản hay Không lực Lục quân Đế quốc Nhật Bản (tiếng Nhật: 大日本帝國陸軍航空部隊, đã Latinh hoá: Dainippon Teikoku Rikugun Kōkūbutai, n.đ. 'Đại Nhật Bản đế quốc lục quân hàng không bộ đội' là binh chủng không quân của Lục quân Đế quốc Nhật Bản. Cũng giống như quân chủng Lục quân nói chung chủ yếu được mô phỏng theo Quân đội Đức, Bộ đội hàng không ban đầu được phát triển theo đường lối tương tự Không quân Lục quân Đế quốc Đức (tức Luftstreitkräfte); nhiệm vụ chính của binh chủng này là hỗ trợ không lực tầm gần cho lực lượng mặt đất, cũng như đánh chặn trên không, tuy khả năng này còn hạn chế. Binh chủng cũng thực hiện trinh sát trên không cho nhiều binh chủng khác của Lục quân. Bộ đội hàng không Lục quân Đế quốc Nhật còn tham gia ném bom chiến lược vào nhiều thành phố như Thượng Hải, Nam Kinh, Quảng Châu, Trùng Khánh, Rangoon và Mandalay, dù đây không phải là nhiệm vụ chính của binh chủng này, vào thời điểm đó binh chủng thậm chí còn thiếu lực lượng oanh tạc cơ hạng nặng.
Binh chủng này cũng không thường xuyên triển khai máy bay quan sát/dò tìm pháo binh địch; mà giao cho các tiểu đoàn pháo binh dưới mặt đất điều khiển máy bay hạng nhẹ cùng khinh khí cầu làm vai trò này.
Không lực Hải quân Đế quốc Nhật Bản vẫn chịu hầu hết trách nhiệm về oanh tạc cơ và tấn công tầm xa, cũng như phòng không chiến lược. Mãi đến giai đoạn sau của Chiến tranh Thái Bình Dương, hai lực lượng không quân này mới cố gắng hợp lại để bảo vệ các đảo quê hương.

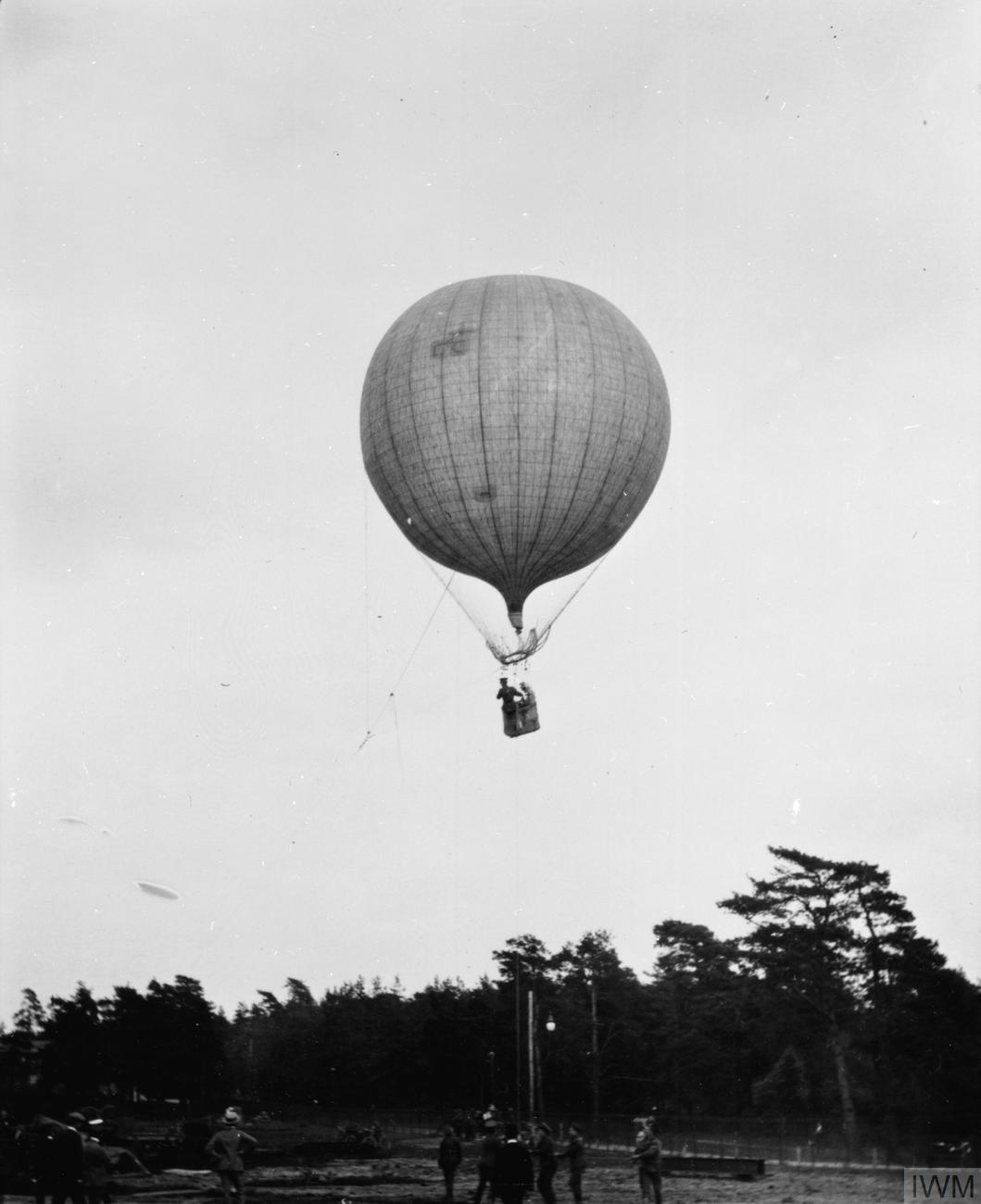
Khí cầu quan sát điển hình trước Chiến tranh thế giới thứ nhất.

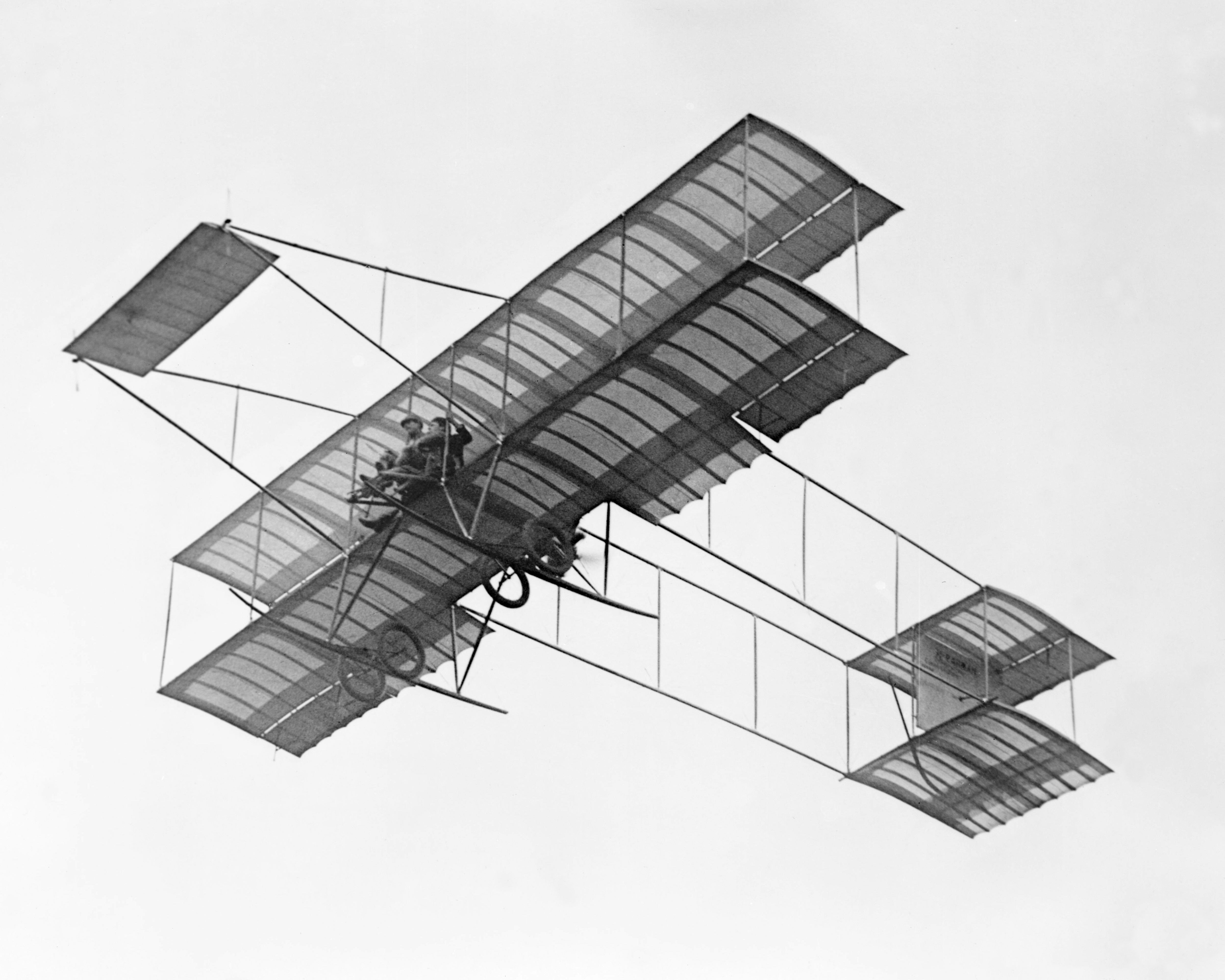
Phi cơ cánh đôi Farnham III

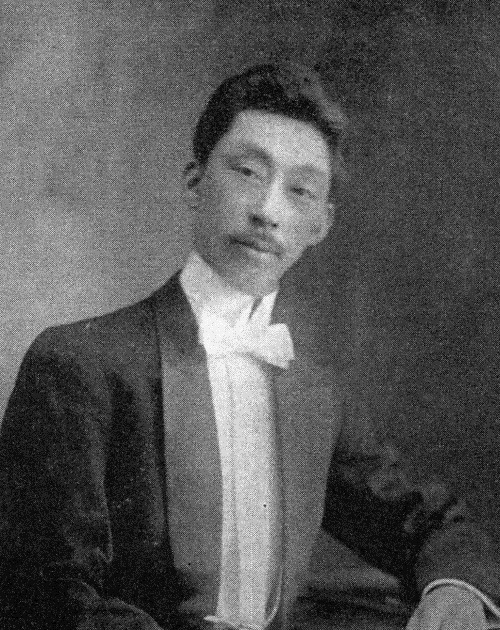
Shigeno Kiyotake (滋野清武)

### Chiến tranh thế giới thứ nhất

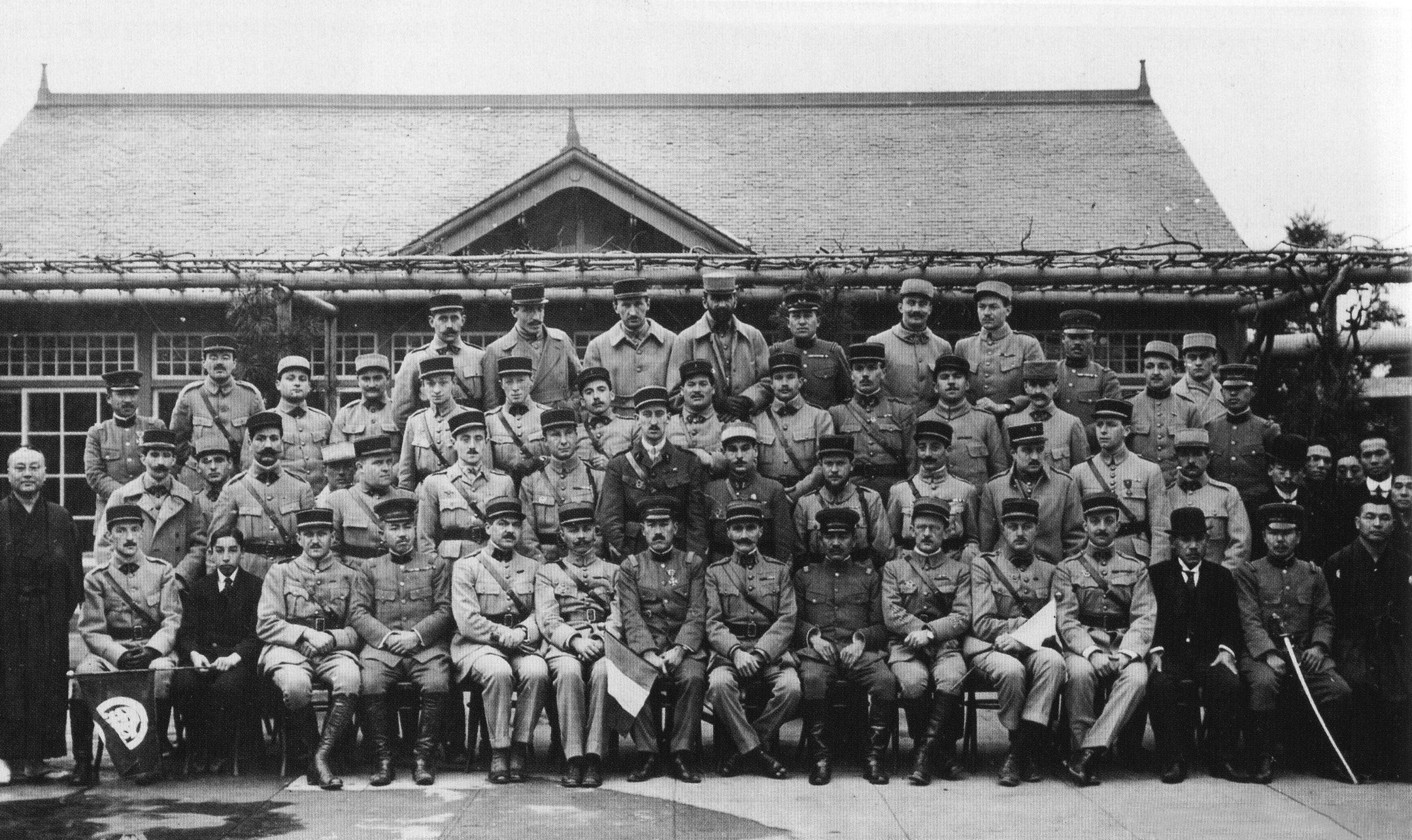
Phái bộ quân sự Pháp tới Nhật năm 1918-1919.

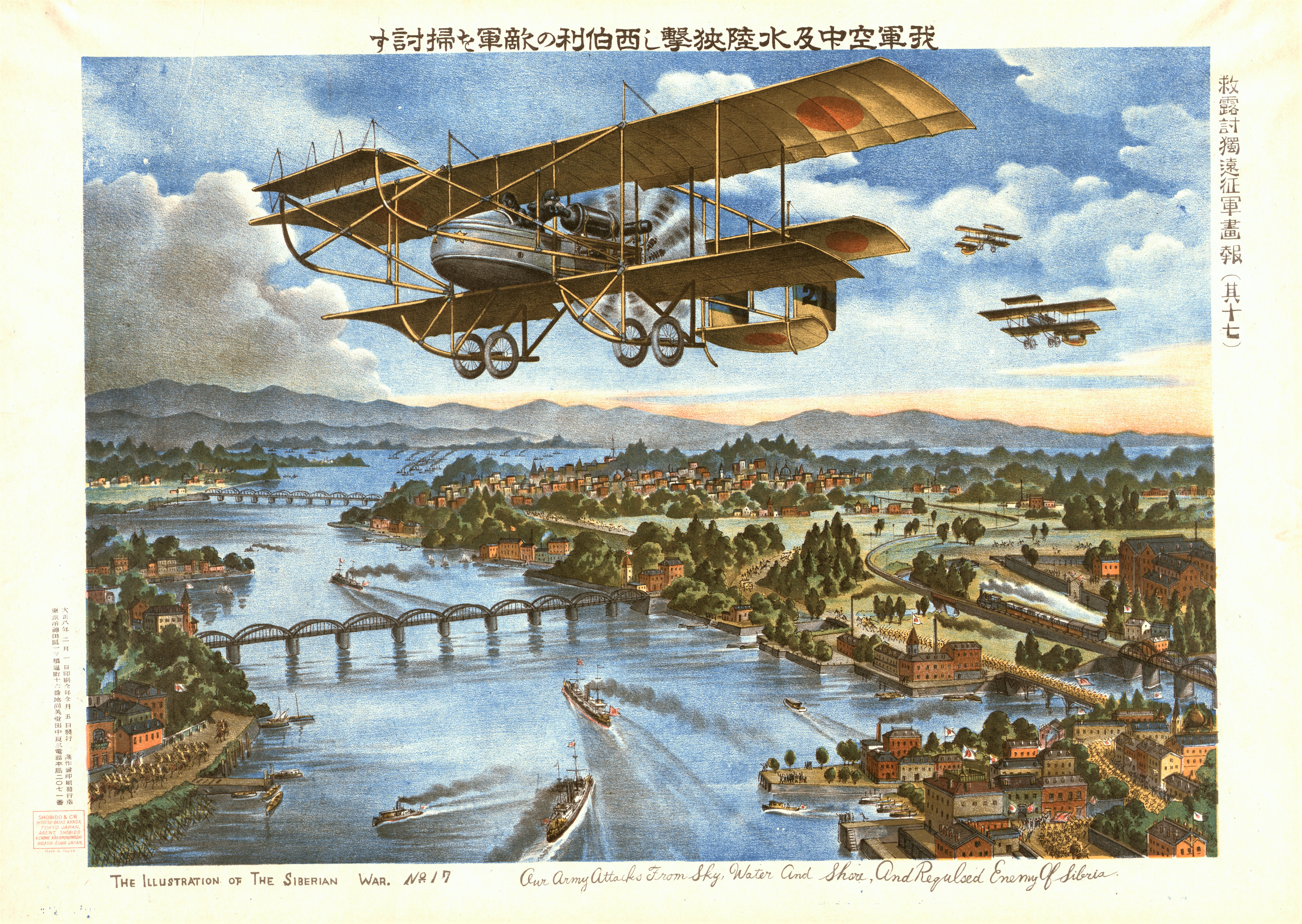
Cuộc can thiệp ở Siberia

### Sau cuộc chiến

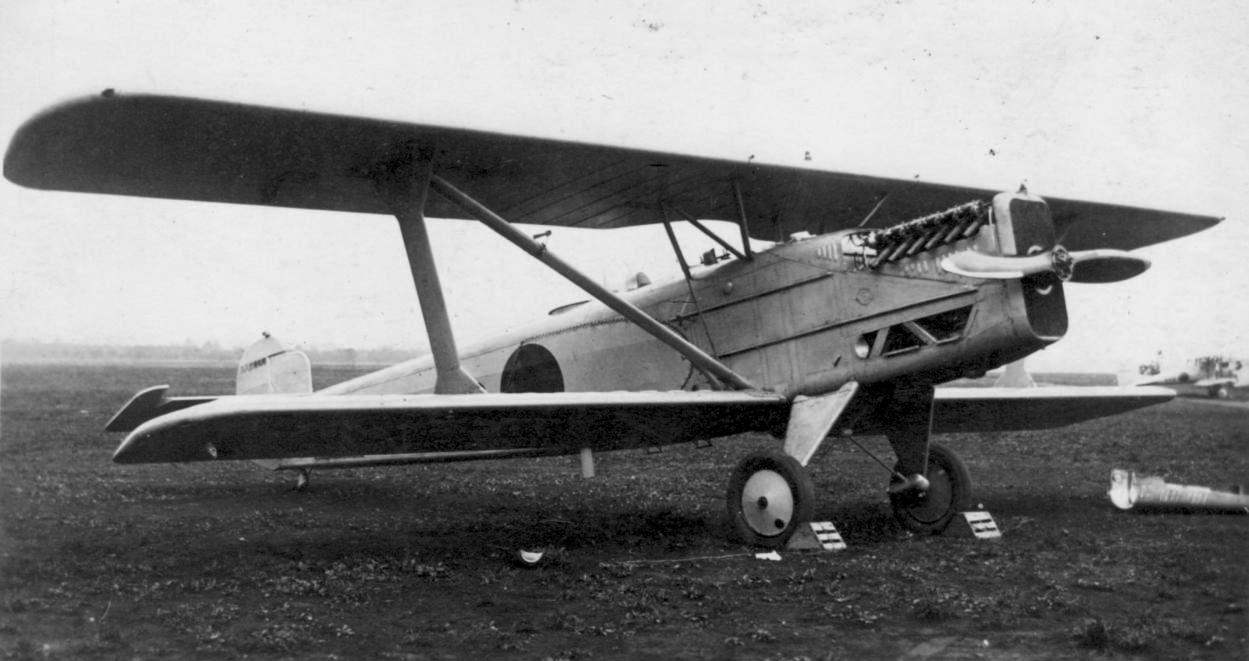
Kawasaki Kiểu 88

## Chiến tranh Trung-Nhật và Chiến tranh thế giới thứ hai

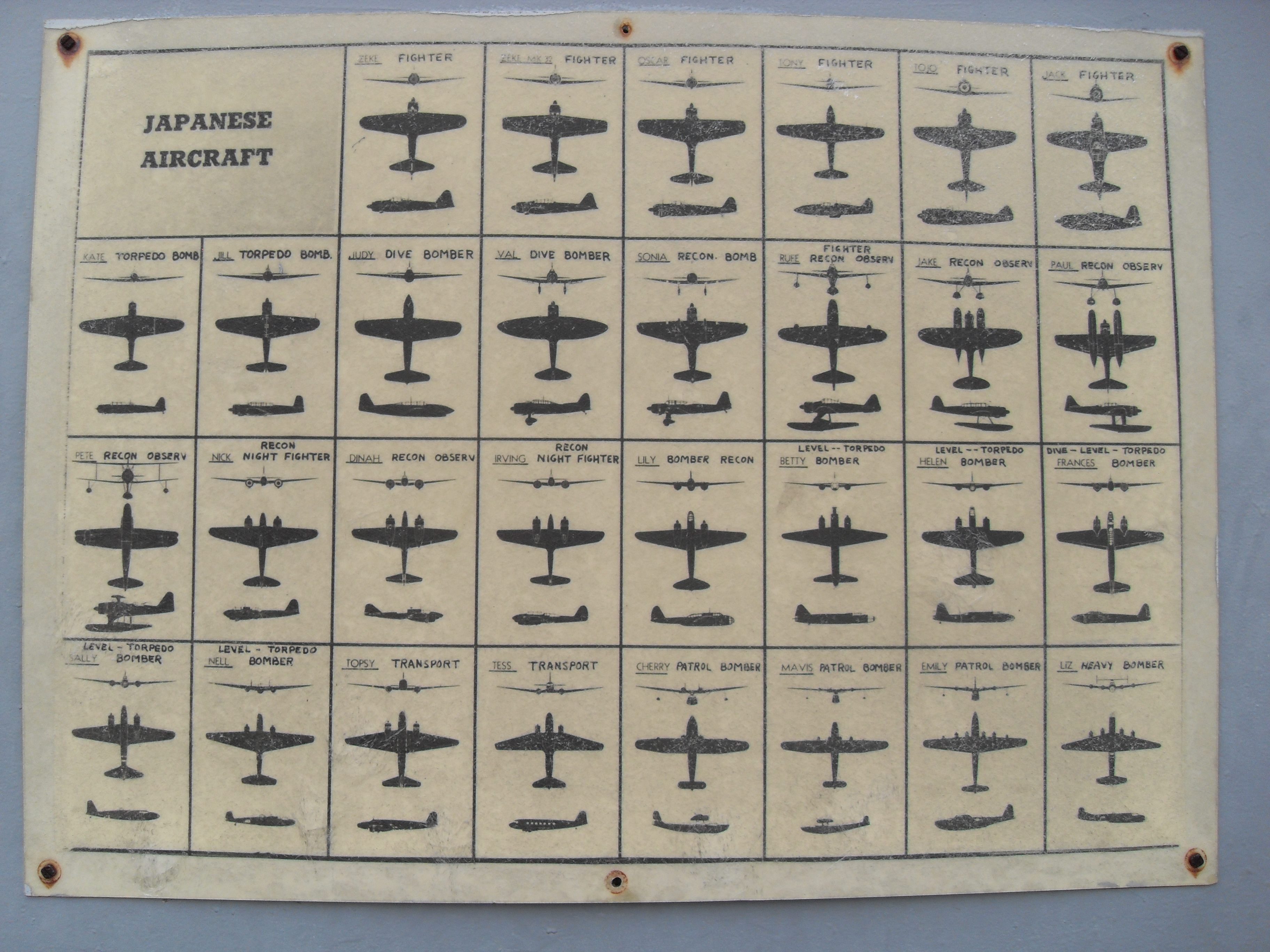
Biểu đồ nhận dạng máy bay quân sự Nhật Bản trong Chiến tranh thế giới thứ hai.

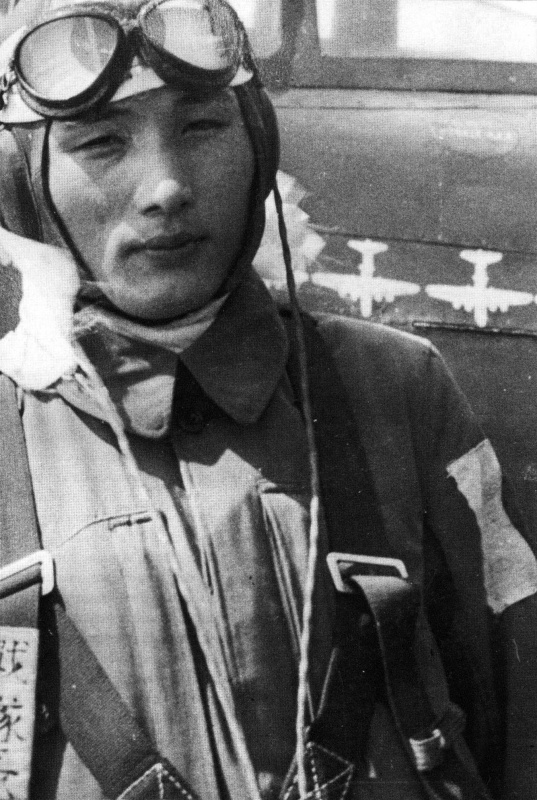
Thiếu tá Kobayashi Teruhiko, phi đội trưởng trẻ nhất của Bộ đội hàng không Lục quân Đế quốc Nhật Bản.

#### Bộ đội Đặc thù tác chiến

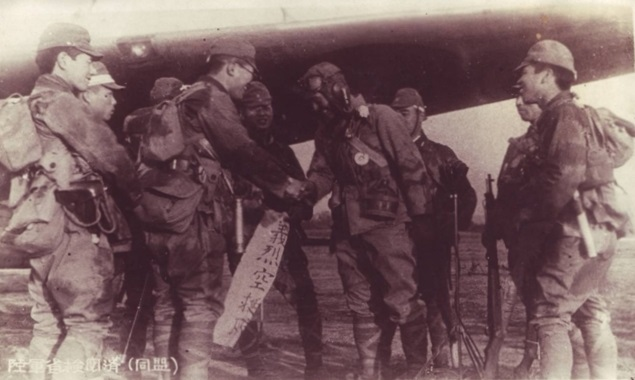
Đại úy Okuyama và đơn vị Dù Giretsu khởi hành nhiệm vụ tới Okinawa.

### Xưởng binh khí hàng không lục quân Tachikawa

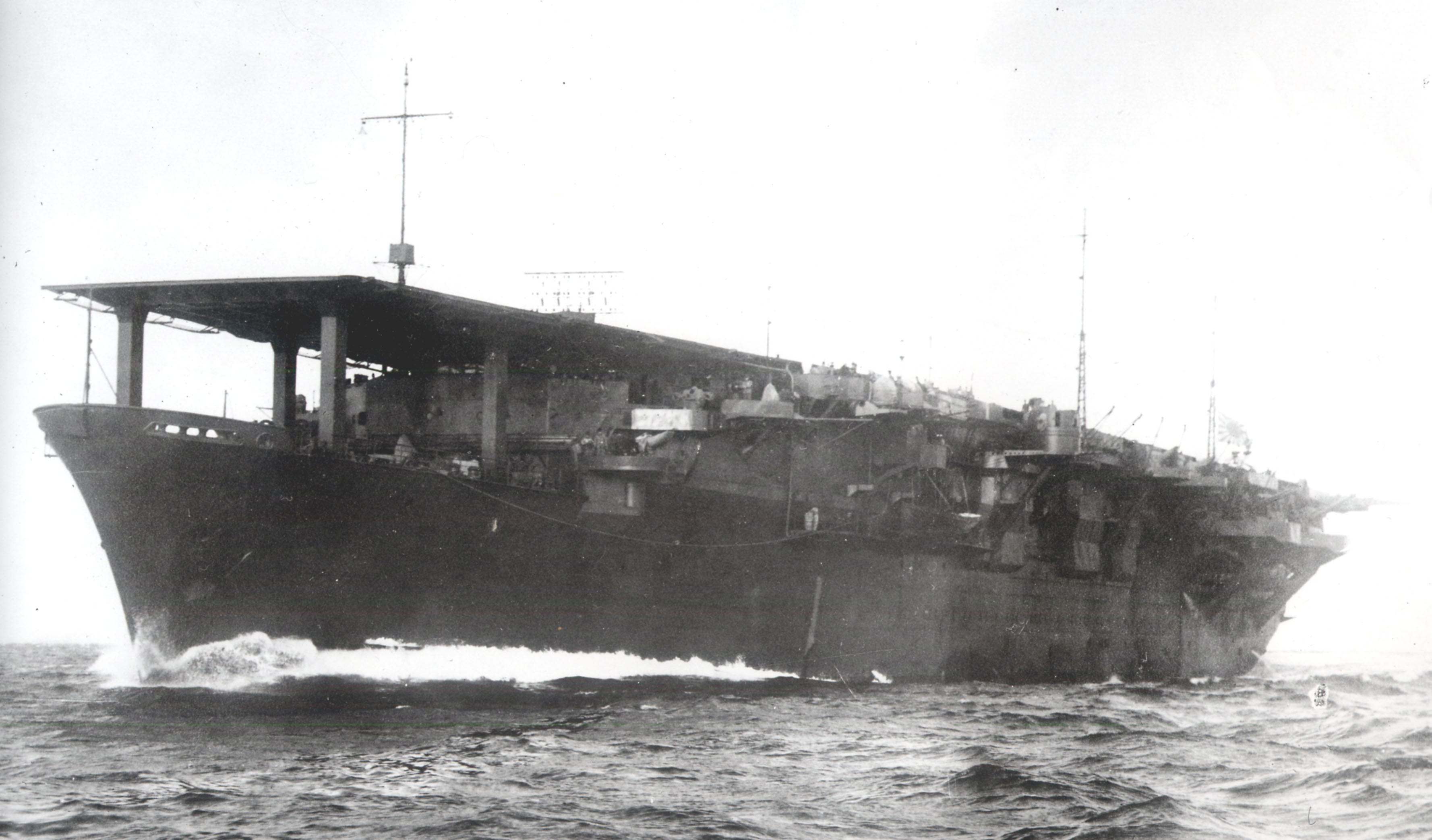
Mẫu hạm hộ vệ Kaiyo Maru

## Lịch sử